# Acrostolio
L'acrostolio (dal greco ἀκροστόλιον akrostólion, sponda alta; composto di ἀκρος ákros "estremo" e στόλος stólos "prua") è un termine nautico che indica un prolungamento della ruota di prora sulle navi greche, in genere era ornato e/o scolpito per ornarlo.
In età ellenistico-romana l'acrostolio prese la forma di un'ampia spirale verso l'alto e volta verso l'indietro. Si incominciò a portare il nome o i contrassegni della nave o simboli augurali proprio sull'acrostolio. Successivamente questa usanza è stata ripresa dalle varie figure di polene e più tardi dalle bandiere di bompresso.
In numismatica l'acrostolio è un elemento raffigurato in molte monete antiche (principalmente per quelle di città marinare antiche, per onorare vittorie navali).